# ماساو كوتاني
ماساو كوتاني (باليابانية: 小谷正雄؛ بالكانا: こたに まさお) هو فيزيائي نظري وفيزيائي ياباني، ولد في 14 يناير 1906 في كيوتو في اليابان، وتوفي في 6 يونيو 1993.